# Orbiter (БПЛА)
Orbiter — разведывательный («Orbiter 1K» — многоцелевой) беспилотный самолёт (БПЛА), разработан и производится израильской компанией Aeronautics Defense Systems.

## Описание
Аппарат построен по схеме «летающее крыло». Оснащён бесшумным электрическим двигателем. В комплекс бортового оборудования входят электронно-оптические и инфракрасные камеры, а также средства связи и обмена данными. Управляется одним оператором. Может переноситься в рюкзаке, подготовка к запуску с катапульты занимает десять минут, посадка осуществляется с помощью парашюта.

## Варианты и модификации
БПЛА выпускается в нескольких различных модификациях:
- Orbiter I: взлётный вес — 6,5 кг; полезная нагрузка — 1,5 кг; размах крыла — 2,2 м; длина — 1 м; радиус действия — 50 км; максимальная высота полёта — 5500 м; максимальная скорость — 140 км/ч; продолжительность полёта — 2-3 часа.
- Orbiter II: взлетный вес — 9,5 кг; размах крыла — 3 м; длина фюзеляжа — 1 м; продолжительность полёта — 3[4]-3,5[5] часа на высоте до 5,5 километра.
  - Orbiter 2M — модифицированный вариант
- Orbiter III: прототип показан в 2011 году; взлетный вес — 20 кг; полезная нагрузка — 3 кг; размах крыла — 3,6 м; продолжительность полета до 6-8 часов. БПЛА будет оснащен не только видеокамерами, но и лазерным целеуказателем.
- Orbiter 3b — демонстрационный образец представлен в октябре 2014; продолжительность полёта заявлена в 7 часов, дальность полета увеличена до 150 километров. Максимальная скорость 130 километров в час. Рабочий потолок данного БПЛА — 5,84 километра[6].
- Оrbiter 1K — дрон-камикадзе, взлётный вес 13 кг, несёт на себе боевой заряд, начинённый до 3 кг взрывчатки с вольфрамовыми шариками, предназначен для поражения живой силы противника и небронированной техники. Представлен в 2017 году, способен действовать и атаковать цели в заданном районе полностью автономно, без GPS и связи с оператором, в условиях активного применения противником средств радиоподавления. Время полёта до 2,5 часов, расстояние полёта до 100 км. Если дрон не находит целей в заданном районе, он самостоятельно возвращается на базу, спускаясь на парашюте[3][7][8].

## Производство
- в Азербайджане: В 2009 году между правительством Азербайджана и израильской компанией Aeronautics было подписано соглашение о строительстве завода по производству разведывательных и боевых беспилотных самолётов.[9] В марте 2011 году предприятие «AZAD Systems Co» было сдано в эксплуатацию, был начат выпуск Orbiter-2M. Беспилотник азербайджанского производства успешно прошёл испытания в сложных погодных условиях.[10]
- в Испании: в 2011 году построен завод израильской компании «Аэронотикс»[11]

## Эксплуатанты
- Азербайджан — в 2011 году закуплена партия Orbiter 2M[12], кроме того, имеется предприятие по производству;
- Ирландия[13]
- Мексика — в 2009 году закуплены для федеральной полиции[14], в декабре 2010 года один БПЛА разбился по техническим причинам[15]
- Польша — в 2007 году было закуплено шесть Orbiter[16], в дальнейшем, имели место дополнительные поставки — всего, до октября 2012 было поставлено не менее 50 шт. Orbiter[17]
- Сербия — в 2008 году закуплено 10 Orbiter общей стоимостью 700 тыс. долларов[18]
- Уганда — в 2011 году закуплено два Orbiter[19]
- Финляндия — в мае 2012 года Министерство обороны Финляндии заключило контракт о поставке 45 беспилотных комплексов Orbiter стоимостью около 31 млн долларов, в состав которых входят 180 беспилотников Orbiter II[20].
- Туркменистан — В 2016 году Туркменистан закупил партии Orbiter 2 , Orbiter 3B[21][22]

В январе 2010 года газета «Коммерсантъ» сообщила, что ФСБ России рассматривает вопрос о покупке минимум пяти БПЛА «Orbiter», стоимость которых оценивается в 3 млн долл.